# Podocarpus milanjianus
Podocarpus milanjianus is een conifeer uit de familie Podocarpaceae. In Afrika is het de meest voorkomende soort
uit deze familie.
De soort komt voor in hellingbossen van tropische gebieden in Angola, Burundi, Kameroen, Congo-Brazzaville, Congo-Kinshasa, Kenia, Malawi, Mozambique, Nigeria, Rwanda, Soedan, Tanzania, Oeganda, Zambia en Zimbabwe. Het hout van deze boom heeft een lichte kleur, een grote lengte en is makkelijk te bewerken. Het is een populaire houtsoort voor het maken van meubels, fineer, timmerhout en dergelijke. Ontbossing vormt niettemin geen bedreiging, doordat de conifeer een groot verspreidingsgebied kent.